# Petermannia
A Petermannia a liliomvirágúak (Liliales) rendjének Petermanniaceae növénycsaládjába tartozó egyetlen nemzetség. A nemzetség egyetlen leírt faja, a Petermannia cirrosa az ausztráliai Új-Dél-Wales és Queensland államokban endemikus faj. Tüskés, szívós szárú, 6 méter magasra megnövő kúszónövény, aminek lándzsás, ovális levelei hegyes csúcsban végződnek. A nyár során megjelenő virágoknak visszahajló, vöröses-zöldes vagy fehér lepellevelei vannak. Piros bogyótermése van.
Az eredeti APG-rendszerben a nemzetséget a Colchicaceae-be sorolták, mivel a DNS-analízishez használt növényt tévesen azonosították Petermanniának, valójában Tripladenia cunninghamii volt.

## Fordítás
- Ez a szócikk részben vagy egészben a Petermannia című angol Wikipédia-szócikk ezen változatának fordításán alapul.  Az eredeti cikk szerkesztőit annak laptörténete sorolja fel. Ez a jelzés csupán a megfogalmazás eredetét és a szerzői jogokat jelzi, nem szolgál a cikkben szereplő információk forrásmegjelöléseként.
- Ez a szócikk részben vagy egészben a Petermanniaceae című spanyol Wikipédia-szócikk ezen változatának fordításán alapul.  Az eredeti cikk szerkesztőit annak laptörténete sorolja fel. Ez a jelzés csupán a megfogalmazás eredetét és a szerzői jogokat jelzi, nem szolgál a cikkben szereplő információk forrásmegjelöléseként.